# Léstyán Ernő
Léstyán Ernő (Nagyvárad, 1925 –  Budapest, 1994) Ybl-díjas építészmérnök. 

## Életútja
Édesapja Léstyán Béla rajztanár, festőművész, édesanyja Hegedűs Mária. Az 1930-as években a család Budapestre költözött, és itt vészelte át az ostromot. Gyermek- és fiatalkorában több sportágat is űzött, atletizált, jégkorongozott, vízilabdázott, kézi- és kosárlabdázott, utóbbiban a MAFC játékosaként Főiskolai világbajnokságon vett részt, és az I. osztályban magyar bajnok volt. A budapesti ciszter gimnáziumban érettségizett, diplomát szerzett a Budapesti Műszaki Egyetemen 1952-ben. 1952–54 között a 23. sz. ÁÉV-nál dolgozott, 1954-56-ig a Nógrád megyei Építőipari Vállalat, majd 1956-tól az Erőmű- és Hálózattervező Vállalat tervező építésze, ahol később osztályvezető lett. 1963-ban tervezte a Csarnok téri, 1965-ben a Dob utcai, 1970-ben a Katona József utcai trafóházat. 1967-ben Ybl-díjat kapott a „hazai energiaelosztás építészete s különösen a Csarnok téri fogadóállomás épületének tervezése terén elért eredményeiért”. A vállalat profiljából adódóan elsősorban villamosenergia-ipari létesítményeket tervezett, többek közt a Kelenföldi Hőerőmű bővítését, részt vett a Paksi Atomerőmű tervezésében, de tervezett Pakson iskolát is és több iparági üdülő tervezésére is őt keresték meg. Beosztottjai kedvelték, elmondásuk szerint mindenkivel kedves volt, jó hangulatban teltek a munkanapok az irodában. Munkahelyi előrehaladását az állampártba (MSZMP) való belépéséhez kötötték, amelyre nem volt hajlandó, így maradt korábbi pozíciójában az Erőtervnél. 1994-ben, 69 éves korában hunyt el.